# Büttners Schrägflügeleule
Büttners Schrägflügeleule (Sedina buettneri) ist ein Schmetterling (Nachtfalter) aus der Familie der Eulenfalter (Noctuidae).

## Merkmale

### Falter
Die Flügelspannweite der Falter beträgt etwa 20 bis 35 Millimeter. Die Vorderflügel haben normalerweise eine graugelbe Färbung, können aber stark variieren und sind zuweilen am Rand und an den Adern leicht rosa überstäubt, ansonsten aber ohne auffällige Zeichnung. Die Vorderflügel sind schmal, haben einen spitzen Apex und dunkler hervortretende Adern. In der Flügelmitte befindet sich gelegentlich ein dünner, dunkler Längsstrich. Die äußere Querlinie ist oftmals durch wenige kleine schwarze Punkte angedeutet. Die Hinterflügel sind graugelb mit leicht rosa überstäubten Aderstreifen, wodurch sich die Art von anderen Schilfeulen-Arten unterscheiden lässt. Folgende Farbvariationen wurden beschrieben:
- f.rufescens Urbahn, mit rötlich gelben Vorderflügeln
- f.obscura Haeger, mit bläulich grauen Flügeln

### Ei, Raupe, Puppe
Das Ei ist kugelig, besitzt mehrere feine Längsrippen und ist weiß bis gelblich gefärbt, später rötlich gelb. Die Raupe ist blassgelb, schlank und hat breite, rötlich bis lilabraune Nebenrücken- und Seitenlinien, teilweise in Flecke aufgelöst. Die langgestreckte Puppe hat auffällig kurze Flügelscheiden.

## Geographische Verbreitung und Lebensraum
Büttners Schrägflügeleule hat eine transpaläarktische Verbreitung. Außer in Europa wird sie sporadisch in vielen Teilen Asien, der Schwarzmeer-Küste, am Fuße des Kaukasus, im Gebiet des Kaspischen Meeres und Irans sowie in Russland und weiter östlich am Ural, der Baikal- und Altairegion in Japan und den Kurilen gefunden. Sie ist an feuchte Gegenden gebunden und bevorzugt Frischwassergebiete, Flussufer, Küstenregionen, Teichränder, feuchte Wiesen, Sumpfgebiete und dichte Wälder in Wassernähe, wo sie teilweise häufig ist.

## Lebensweise
Die Art ist univoltin, das heißt, es wird nur eine Generation pro Jahr gebildet. Die Falter fliegen von Ende August bis Ende Oktober. In Baden-Württemberg dauert die kurze Flugzeit jahrweise nur drei Wochen.  Sie sind nachtaktiv und werden besonders stark von künstlichen Lichtquellen angezogen, fliegen aber keine weiten Strecken, um diese zu erreichen. Zu Ködern kommen sie fast nie, da sie einen nur kurzen  Saugrüssel besitzen.  Die Weibchen legen die Eier im Spätherbst an nach unten umgeschlagene Blätter der Futterpflanze in Reihen von 6 bis 20 Stück ab. Diese überwintern dann. Im Frühjahr des folgenden Jahres ernähren sich die frisch geschlüpften Jungraupen zunächst minierend, bevorzugt von den Blättern der Sumpf-Segge  (Carex acutifornis), gelegentlich auch von Wasser-Schwaden (Glyceria aquatica).  Später frisst die Raupe kopfabwärts in den Stängeln, teilweise unter der Erdoberfläche oder wohl sogar unterhalb des Wasserspiegels. Im Juli erfolgt die Verpuppung kopfaufwärts in den ausgefressenen Stängeln. Die Falter schlüpfen vormittags und kriechen in der Dämmerung an Carex und Schilfhalmen empor.

## Gefährdung
Büttners Schrägflügeleule kommt in Deutschland in allen Bundesländern in unterschiedlicher Häufigkeit vor, kann an eng begrenzten Stellen zahlreich sein und wird auf der Roten Liste gefährdeter Arten in Kategorie 3 (gefährdet) eingestuft.